# Moos (énekes)
Moos, születési nevén Musztafa El-alami (arabul: مصطفى العلمي; franciául: Moustaphe Al-Alamy) (Toulouse, 1974. augusztus 29. –) francia énekes.

## Életrajz
Moos Toulouse-ban született marokkói szülők gyermekeként, a „Le Mirail” soknemzetiségű negyedében nőtt fel, ahol különböző zenei stílusokkal került kapcsolatba, köztük az African Rai-vel, a funkkal és az R&B-vel.
Először a Radio Toulouse-ban játszott egy dalt, majd 1998-ban kiadta első kislemezét Qui me donnera des ailes címmel. Legnagyobb slágere azonban az egy évvel később megjelent második kislemez, az Au nom de la rose volt, amely Franciaországban és Vallóniában, Belgium francia nyelvterületén a slágerlisták élére került. Több mint 750 000 példányban kelt el francia földön.
Első és egyetlen albuma, a Le Crabe est érotique arany minősítést kapott Franciaországban, több mint 100 000 eladott lemezzel. Moos folytatta a zenék kiadását, és Comme une étoile című száma felkerült az internetre.
Énekes tevékenységével párhuzamosan teaházat és bárt nyitott Toulouse-ban.

## Diszkográfia

### Album
- 1999 – Le Crabe est érotique

## Fordítás
Ez a szócikk részben vagy egészben  a   Moos (këngëtar) című albán Wikipédia-szócikk ezen változatának fordításán alapul.  Az eredeti cikk szerkesztőit annak laptörténete sorolja fel. Ez a jelzés csupán a megfogalmazás eredetét és a szerzői jogokat jelzi, nem szolgál a cikkben szereplő információk forrásmegjelöléseként.